# トゥール・ムハメット
トゥール・ムハメット（英語: Tur Muhammet、中国語: 吐爾買買提、1963年 - ）は、東トルキスタン出身のウイグル人。農学博士。2015年より日本ウイグル連盟代表。

## 経歴
1963年、東トルキスタン（中華人民共和国新疆ウイグル自治区）のボルタラ市に生まれる。1981年に北京農業大学（中国農業大学の前身）に入学し、卒業後、1985年から1994年にかけて東トルキスタンの新疆農業大学で講師を務める。その後、1994年に訪日して九州大学に留学。
留学先の日本で1989年の六四天安門事件のことを初めて知って衝撃を受けた。九州大学大学院に在学中の1997年2月にはグルジャ事件が発生した際には、写真やビデオを携えて福岡県内のロータリークラブに行き、事件について30～40人の聴衆の前で中国当局による人権蹂躙の実態について話した。当時は未だ日中蜜月期であったため、聴衆の多くは日中友好に水を差すような内容を煙たがった。しかし後日、別のロータリークラブからも実態を話して欲しいとの要請を受けて、今後もう中国へは帰れなくなるであろうと腹を括った上でこれを快諾、人権活動家としての道を歩み始めた。ムハメットは、天安門事件やグルジャ虐殺などと併せて中国当局による人権蹂躙の状況を指し、「中共の支配の下で、東トルキスタン全体は屋根の無い巨大な刑務所になっています！」と批判している。
2015年10月18日、同日付で世界ウイグル会議への参加資格を失った日本ウイグル協会に代わり、世界ウイグル会議の新しい構成団体として日本ウイグル連盟が発足、ムハメットが会長に就任した。
2017年11月、ドイツで開催された第6回世界ウイグル会議代表大会の新人事にて日本ウイグル協会会長のイリハム・マハムティが世界ウイグル会議、東アジア太平洋地域全権代表に就任。日本ウイグル協会は世界ウイグル会議の傘下団体として復帰した。前総裁のラビア・カーディルは世界ウイグル会議特別指導者として、世界ウイグル会議の新指導部とは独立した活動を行うことを表明。ムハメットは世界ウイグル会議特別指導者であるラビア・カーディルの各地域特別代表として日本・東アジア地域特別代表に就任した。
2018年10月、ラビア・カーディルの代表を解任される。